# Walter Hill
|  | Per a altres significats, vegeu «Walter Hill (botànic)». |

Walter Hill   (Long Beach, 10 de gener de 1942) és un director de cinema estatunidenc, conegut especialment per haver revitalitzat el gènere de les pel·lícules de l'oest estatunidenc. També és guionista i productor (per exemple, d'Alien).
Hill és conegut pels seus films d'acció dominats per mascles, segons ha dit ell mateix: "Cada film que he fet ha estat un Western
Hill, junt amb Steven Spielberg, George Lucas, John Milius, Brian De Palma, Martin Scorsese, Paul Schrader, Francis Ford Coppola i altres, és un dels cineastes que formaren part de la generació de la dècada de 1970 que varen modernitzar el cinema estatunidenc.
Hill s'inicià en el cinema amb la pel·lícula La fugida de Sam Peckinpah. El seu referent és l'obra cinematogràfica de John Ford.
El 1979 va escriure i dirigí Els amos de la nit, basada en un llibre de Sol Yurick.

## Filmografia
- Hickey i Boggs (Hickey & Boggs) (1972)
- La fugida (The Getaway) (1972) (guionista)
- L'home de Mackintosh (The Mackintosh Man) (amb William Fairchild) (1973)
- The Thief Who Came to Dinner (1973)
- Amb l'aigua al coll (The Drowning Pool) (1975)
- El lluitador (Hard Times) (1975) (Director/coguionista, amb Bryan Gindolf i Bruce Henstell)
- Dog and Cat (1977) (TV)
- El conductor (The Driver) (1978) (Director/guionista)
- Alien (1979) (Productor)
- Els amos de la nit (The Warriors) (1979) (Director/coguionista, amb David Shaber)
- The Long Riders (1980) (Director)
- Southern Comfort (1981) (Director/coguionista, with Michael Kane i David Giler)
- Límit: 48 hores (48 Hrs.) (1982) (Director/coguionista, with Larry Gross, Roger Spottiswoode, i Steven E. de Souza)
- Streets of Fire (1984) (Director/coguionista, with Larry Gross)
- Brewster's Millions (1985) (Director)
- Crossroads (1986) (Director)
- Blue City (amb Lukas Heller) (1986)
- Aliens (1986) (Co-Productor/Story, amb James Cameron i David Giler)
- Suprem perjudici (Extreme Prejudice) (1987) (Director)
- Danko (Red Heat) (1988) (Director/Coguionista, amb Troy Kennedy Martin i Harry Kleiner)
- Johnny Handsome (1989) (Director)
- Tales from the Crypt (1989-1991) (TV)
- 48 hores més (Another 48 Hrs.) (1990) (Director)
- Alien 3 (amb David Giler, Larry Ferguson) (1992)
- Sota amenaça (Trespass) (1992) (Director)
- Geronimo (Geronimo: An American Legend) (1993) (Director/Coproductor)
- The Getaway (1994) (guionista)
- La llegenda de Wild Bill (Wild Bill) (1995) (Director/Writer/Producer)
- L'últim home (Last Man Standing) (1996) (Director/Guionista/Productor)
- Alien: Resurrection (1997 (Coproductor)
- Perversions of Science (1997) (TV)
- Supernova: La fi de l'univers (Supernova) (2000) (Director, com "Thomas Lee")
- Invicte (Undisputed) (2002) (Director/coguionista, amb David Giler)
- Alien vs Predator (2004) (Co-Productor)
- Deadwood (2004) (TV)
- Broken Trail (2006) (TV)
- Aliens vs. Predator: Requiem (2007) (Co-Productor)
- Bullet to the Head (2012) (Director)
- Baby Driver (2017)